# Yankee Lake (Ohio)
Yankee Lake es una villa ubicada en el condado de Trumbull en el estado estadounidense de Ohio. En el Censo de 2010 tenía una población de 79 habitantes y una densidad poblacional de 60,04 personas por km².

## Geografía
Yankee Lake se encuentra ubicada en las coordenadas 41°16′6″N 80°34′9″O / 41.26833, -80.56917. Según la Oficina del Censo de los Estados Unidos, Yankee Lake tiene una superficie total de 1.32 km², de la cual 1.32 km² corresponden a tierra firme y (0%) 0 km² es agua.

## Demografía
Según el censo de 2010, había 79 personas residiendo en Yankee Lake. La densidad de población era de 60,04 hab./km². De los 79 habitantes, Yankee Lake estaba compuesto por el 98.73% blancos, el 0% eran afroamericanos, el 0% eran amerindios, el 0% eran asiáticos, el 0% eran isleños del Pacífico, el 1.27% eran de otras razas y el 0% pertenecían a dos o más razas. Del total de la población el 1.27% eran hispanos o latinos de cualquier raza.